# Paint.NET
Paint.NET是使用.NET Framework開發的一款適用於Microsoft Windows的開放原始碼图像編輯軟件。Paint.NET最初是一個華盛頓州立大學的學生專案，而后發展成支援圖層、顏色渲染、透明度及擴充元件的小畫家替代品。它現在已被視為Adobe Photoshop的一个免費替代品。

## 概要
Paint.NET主要使用C#編寫，部份安裝檔案及整合Windows功能則以C++編寫。Paint.NET原生圖像格式為.PDN，一種已壓縮，表達軟件內部物件的格式，用以儲存圖層及其他資料。

## 歷史
Paint.NET原本是華盛頓州立大學於2004年的一個資訊科學系大學四年級生的設計專案。1.0版本用了36,000行代碼，使用了15星期寫成。對比起來，3.35版本約有162,000行代碼。隨後Paint.NET專案亦於同的夏季繼續，而1.1及2.0版則於2004年的下學期發佈。當時Paint.NET的開發人員是華盛頓州立大學的2位學生，目前二人則於微軟工作。
最初，Paint.net 是根据MIT許可證的修改版本发布的，不包括安装程序、文本和图形。然而，由于开源代码被其他人抄袭，这些人将软件重新命名为自己的软件，并未经他们的许可捆绑用户内容，开发者决定限制源代码的分发，2007 年 12 月，布鲁斯特宣布打算限制该程序各组件的访问（包括其安装程序、资源和用户界面）。 2009 年 11 月，该软件成为专有软件，限制销售或创建该软件的衍生作品。
直至2006年5月，Paint.NET已被下載超過200萬次。平均每個月180,000次。

### 發佈歷史
| 版本   | 發佈日期       | 重要更改 |
| ------ | -------------- | --- |
| 1.0    | 2004年5月6日   | 首次發佈 |
| 1.1    | 2004年10月1日  | 支援特效擴充元件 |
| 2.0    | 2004年12月17日 | 增加特效，修改工具 |
| 2.5    | 2005年11月26日 | 國際化，更新管理員，檔案格式支援 |
| 2.6    | 2006年2月24日  | 使用.NET Framework 2.0，完全支援64-bit |
| 2.72   | 2006年8月31日  | 最後支援Windows 2000的版本 |
| 3.0    | 2007年1月6日   | 支援分頁 |
| 3.20   | 2007年12月12日 | 更容易的擴充元件開發；改善原有的特效 |
| 3.30   | 2008年4月10日  | 更容易的檔案格式支援元件開發；支援儲存8-bit及24bit色深PNG，8-bit色深BMP |
| 3.35   | 2008年6月7日   | 使用GPC（General Polygon Clipper Library）顯著改進選取工具 |
| 3.36   | 2008年8月26日  | 改進特效處理速度 |
| 3.5    | 2009年11月6日  | 第一个Windows 7下使用的优化版本，重设计程序外观，优化性能，减少内存使用量 |
| 3.5.1  | 2009年11月19日 | 新增Windows 7式的任务栏报告方式，解决重设图片大小的问题，解决复制和粘贴的问题 |
| 3.5.5  | 2010年4月26日  | 不再支援Windows XP Service Pack 3以下的版本，新增對.NET 4.0的支援 |
| 4.0    | 2014年6月24日  | 系統最低要求為Windows 7 SP1 為多核心處理器及GPU最佳化彩現引擎 |
| 4.0.6  | 2015年8月2日   | 針對Windows 10進行了更新。將最大畫筆大小增加到2000，形狀工具允許安裝和使用自定義形狀。基於IndirectUI的效果擴充套件現在可以提供說明文件，可透過問號按鈕訪問。                                             |
| 4.0.7  | 2015年12月30日 | 針對.NET Framework 4.6進行了更新。增加瑞典語翻譯。標題欄使用Windows 10強調色。自定義形狀XAML現在透過PolyCurveSegment支援基線曲線。形狀工具在具有多個核心的CPU上提供更多效能。                            |
| 4.0.10 | 2016年7月8日   | 在編輯器中新增「過度捲動」功能。 |
| 4.0.11 | 2016年9月12日  | 圓角舉行的半徑現在是可設定的。可在設定中停用或啟用過度捲動。 |
| 4.0.20 | 2018年1月9日   | 針對.NET Framework 4.7.1進行更新。新增深色佈景主題支援。 |
| 4.1    | 2018年9月5日   | 重寫了數個特效以使用GPU。複製並貼上選取範圍。多了兩個新的特效。將最大縮放等級增加至6400%。使用者介面強化。                                                                                               |
| 4.2    | 2019年7月13日  | 新增HEIF檔案格式支援，修復非常大的圖片的效能問題，並升級與現代化許多既有檔案類型的功能 |
| 4.2.1  | 2019年8月7日   | 新增JPEG XR檔案格式支援 |
| 4.2.2  | 2019年9月18日  | 可開啟AVIF檔案（但無法儲存），改善對DirectDraw Surface的支援，以及PNG/BMP/TIFF的4位元儲存 |
| 4.2.5  | 2019年10月1日  | 新增WebP檔案格式支援 |
| 4.2.6  | 2019年11月21日 | 若「游標」裝置可能，則新增「原生游標輸入」設定。 |
| 4.2.11 | 2020年5月20日  | 新增XMP詮釋資料支援，三種新的翻譯，一些使用者介面改進，以及許多錯誤修復。 |
| 4.3    | 2021年9月22日  | 遷移至.NET 5，從而取得更好的效能。 |
| 4.3.3  | 2021年11月21日 | 遷移至.NET 6，從而取得更好的效能。使用C# 10，三種新的翻譯，包含了加泰隆尼亞語、科西嘉語及泰語。 |
| 4.3.4  | 2021年12月3日  | 修復顏色揀選器bug以及舊版外掛程式的問題。4.3.x版將會是最後一個支援Windows 7/8與8.1，以及x86/32位元平台的版本。                                                                                           |
| 5.0.0  | 2023年1月10日  | 结束对Windows 7、8、8.1以及x86/32位系统的支持。平板设备现已全面支持压感功能。特效能够实现GPU加速渲染，用户可以通过工具菜单自行设置首选的渲染设备。新增了一系列图像处理效果和调整选项。迁移至.NET 7框架。 |

## 系統要求
|          | 最低要求             |
| -------- | -------------------- |
| 作業系統 | Windows 10或更新版本 |
| 處理器   | 1GHz或更快           |
| 記憶體   | 1GB以上              |

## 擴充元件
Paint.NET支援DLL類型的擴充元件，以增加圖片效果、修改工具及檔案格式支援。這些擴充元件可以使用.NET Framework寫成，而目前大部份擴充元件都是使用C#撰寫，這些擴充元件通常是由Paint.NET討論區的參與者自願開發。雖然這些擴充元件只在Paint.NET討論區發佈，但部份會成為新版本中預設安裝的一部份。例如DirectDraw Surface檔案格式支援元件（由Dean Ashton製作）及Ink Sketch及Soften Portrait效果（由David Issel製作）都於Paint.NET 3.10成為Paint.NET的一部份。
而很多不同的擴充元件則由不同人士開發，例如Shape3D。有些的擴充元件則是擴充Paint.NET原始功能，例如Curves+及Sharpen+分別擴充了內建於Paint.NET的曲線和銳利化工具。
而檔案格式支援元件可以令Paint.NET支援更多的檔案格式，例如動畫滑鼠游標、Adobe Photoshop的PSD格式等。很多檔案格式支援元件都是以現有的開源軟件作為基礎，例如RAW格式支援使用dcraw，而PNG支援則使用OptiPNG。

## 線上討論區
Paint.NET提供一個線上討論區，可以從其程式的主選單或說明選單中到達。這個討論區為用戶提供支援、使用教學、下載擴充元件及程式國際化支援。這個討論區已有超過11,784位註冊會員及超過186,005篇文章。用戶之間主要討論程式使用、擴充元件、使用教學及其他Paint.NET參考資源。

## 非Windows系統的支援
Paint.NET是為Windows設計，並不支援其他作業系統。而3.0版本開始，對Windows XP以前的Windows系統支援已經停止，同時亦加入對Windows Vista的支援。該軟體開源的特性促使替代版本的出現，如Miguel de Icaza以Paint.NET為基礎撰寫使用公共語言運行庫Mono的Paint-Mono，使Linux及其他Mono支援的系統得以執行Paint.NET。Icaza於2007年5月宣布正式開始Paint-Mono專案。

## 外部連結
- 官方网站
- Rick Brewster's Blog（页面存档备份，存于）
- Paint.NET Plugins（页面存档备份，存于）
- .NET Rocks! - Rick Brewster on Paint.NET (April 2007)（页面存档备份，存于）
- Interview: A Look Inside Paint.NET (February 2006)（页面存档备份，存于）
- The Sharp Design Philosophy Behind Paint.NET (April 2005)[永久]
- Video: Chris Sells interviews Rick Brewster, Tom Jackson, and Craig Taylor (August 2005)（页面存档备份，存于）